# ナノカーレース
ナノカーレースとはナノカーによる史上最小の自動車レース。

## 概要
フランス南西部のトゥールーズにあるフランス国立科学研究センターで2017年4月28から29日にかけてナノカーレースが開催される。
金基板表面のうねりをコースとして利用し、走査型トンネル顕微鏡（STM）の針先から照射される電気パルスで車輪を回したり、分子を変形させたりして前進するナノカーで100ナノメートルを38時間以内に走破する時間を競うナノカーレースには6カ国から6チームが参戦する。28、29日の競技に出場するのは4チームのみと主催者は発表している。日本からは物質・材料研究機構の国際ナノアーキテクトニクス研究拠点（MANA）からのチームが参戦する。

## ルール
- コース構成：20nm ＋ コーナー ＋ 50nm ＋ コーナー ＋ 20nm、全長100nm（コーナーは40度または45度）
- 競技時間：最大38時間
- 故障の場合、ナノカーの交代を認める
- ナノカーを直接押し進めるのは禁止
- チームごとに金表面1セクターを使用
- スタート前に最大6時間、コースの清掃を認める
- 38時間の競技中、チップの交換は不可